# Condado de Reparaz
El condado de Repáraz es un título nobiliario español, de Castilla. Fue concesión del rey Carlos III, por Real Decreto del 7 de abril de 1762 y Real Despacho del 13 de febrero de 1763, en favor de Juan Bautista de Ustáriz y Gaztelu, caballero de la Orden de Santiago.
Este título fue rehabilitado en 1886 por el rey Alfonso XIII a favor de María de la Caridad Ustáriz y Bravo, que fue la segunda condesa de Repáraz.
La denominación alude al linaje de Repáraz y a su vetusto solar: el palacio cabo de armería de Reparacea, que poseía el concesionario en tierra del Bidasoa y que era una de las casas nobles del Reino de Navarra que gozaban de derecho de llamamiento y asiento en cortes por el Brazo Militar. Sito en el lugar de Oyeregui, valle y municipio de Bértiz y merindad de Pamplona. Pese a tan fuerte vinculación con el viejo reino, no es título de Navarra.

## Condes de Repáraz
|                                 | Titular                                    | Periodo                 |
| Creación por Carlos III         | Creación por Carlos III                    | Creación por Carlos III |
| ------------------------------- | ------------------------------------------ | ----------------------- |
| I                               | Juan Bautista de Ustáriz y Gaztelu         | 1763-                   |
| Rehabilitación por Alfonso XIII |                                            |                         |
| II                              | María de la Caridad Ustáriz y Bravo        | 1886-1919               |
| III                             | María de la Caridad Vaillant y Tordesillas | 1919-1962               |
| IV                              | Ramón Melgarejo Vaillant                   | 1963-2002               |
| V                               | Ramón Melgarejo y Armada                   | 2003-hoy                |

## Historia de los condes de Repáraz
- Juan Bautista de Ustáriz y Gaztelu, I conde de Repáraz

1. Casó en 1758 con María Pascuala Arístegui, hija del comerciante guipuzcoano de Oñate Lorenzo Arístegui, residente en el Puerto de Santa María (Cádiz). Sin descendencia.

Rehabilitado, en 1886, por Alfonso XIII a favor de:
- María de la Caridad Ustáriz y Bravo (fallecida en 1919), II condesa de Repáraz.[nota 2]

1. Casó, en 1860, con Antonio Vaillant, IV marqués de Candelaria de Yarayabo. Fueron padres de:

-María de los Dolores Vaillant y Ustáriz de Creus, que casó con José María Creus Anduaga, caballero de la Real Maestranza de Caballería de Zaragoza.
-José Vaillant y Ustáriz V marqués de Candelaria de Yarayabo, que casó con Josefa de Tordesillas y Fernández-Casariego y fueron padres de:
- María de la Caridad Vaillant y Tordesillas, III condesa de Repáraz, nieta de la segunda condesa.

1. Casó con Ramón Melgarejo y Escario, hijo de José Ramón Melgarejo y Escario VIIIconde del Valle de San Juan y de María de la Paz Escario García Agüero y Molina. Le sucedió su hijo:

- Ramón Melgarejo Vaillant, m. en Madrid el 17/12/2002, IV conde de Repáraz.

1. Casó con María del Perpetuo Socorro Armada y Comyn, m. en Madrid, el 23/11/2016. Le sucedió su hijo:

Ramón Melgarejo y Armada, V conde de Repáraz.
1. Casó con María Francisca Nárdiz Secades.